# Caramuru (epos)

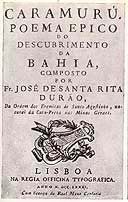
Strona tytułowa pierwszego wydania Caramuru

Caramuru – poemat epicki autorstwa brazylijskiego augustianina Santa Rita Durão, wydany w 1781 roku.  Jego bohaterem jest portugalski żeglarz Diogo Álvares Correia (1490-1557), nazywany przez Indian Caramuru. W zamierzeniu autora utwór miał być narodowym eposem Brazylijczyków. Utwór napisany jest  oktawą, czyli strofą ośmiowersową rymowaną abababcc, nazywaną po portugalsku oitava rima. W ogólnodostępnych źródłach brak informacji o przekładzie całości lub choćby części dzieła na język polski.
Wzorowany był na Eneidzie Wergiliusza i Luzjadach Luísa de Camõesa.